# Les années lycée
Les années lycée ist ein Französischsprachkurs für fortgeschrittene jugendliche Lerner in Form einer zehnteiligen Fernsehserie, der vom Bayerischen Fernsehen produziert wurde. Die Serie handelt von französischen Jugendlichen im Alter von 16 bis 20 Jahren auf einem Gymnasium und ihrem Leben in Schule und Alltag.

## Folgen
- 1. Sans domicile fixe
- 2. Copains, Copines
- 3. La boum
- 4. Fin d’année
- 5. La rentrée
- 6. La fugue
- 7. Le temps pour soi
- 8. Rien ne va plus
- 9. Surprises
- 10. Dernier acte[2]